# Bixafen
Bixafen ist eine chemische Verbindung aus der Gruppe der Pyrazole, Carboxamide und Biphenyle.

## Gewinnung und Darstellung
Bixafen kann durch über eine reduktive Suzuki-Miyaura-Kupplung vom Kaliumsalz der 2-Nitro-5-fluorbenzoesäure mit 3,4-Dichlorbrombenzol zur entsprechenden Biarylverbindung und weiterer Umsetzung mit dem Pyrazolcarbonsäurechlorid (1-Methyl-3-(Difluormethyl)-4-chlorcarbonyl-1H-pyrazol) in Gegenwart einer Base wie Triethylamin hergestellt werden.

## Eigenschaften
Bixafen ist ein farbloser Feststoff, der praktisch unlöslich in Wasser ist. Er ist stabil gegenüber Hydrolyse.

## Verwendung
Bixafen wird als Fungizid bei Getreide verwendet. Es wurde 2011 von Bayer auf den Markt gebracht. Die Wirkung beruht auf der Hemmung der Succinat-Dehydrogenase. Es werden auch Kombinationspräparate mit Prothioconazol und anderen Verbindungen eingesetzt.

## Zulassung
Die Genehmigung des Wirkstoffs durch die EU-Kommission erfolgte mit Wirkung zum 1. Oktober 2013.
In einer Reihe von EU-Staaten, unter anderem in Deutschland und Österreich, sowie in der Schweiz sind Pflanzenschutzmittel (z. B. Aviator Xpro) mit diesem Wirkstoff zugelassen.